# Łucznictwo na Letnich Igrzyskach Olimpijskich 1904
Łucznictwo na Letnich Igrzyskach Olimpijskich 1904 w Saint Louis. Zawody miały miejsce w dniach 19-21 września 1904 roku na stadionie Francis Field. W zawodach udział wzięły również kobiety, które wystąpiły w trzech konkurencjach – podobnie jak i mężczyźni. W zawodach brali udział tylko łucznicy ze Stanów Zjednoczonych.

## Medaliści
| Konkurencja                                | Złoto                                                                                 | Srebro                                                                                 | Brąz                                                                                          |
| Double York Round mężczyzn (szczegóły)     | George Bryant                                                                         | Robert Williams                                                                        | William Thompson                                                                              |
| Double American Round mężczyzn (szczegóły) | George Bryant                                                                         | Robert Williams                                                                        | William Thompson                                                                              |
| Drużynowo mężczyźni (szczegóły)            | Stany Zjednoczone · William Thompson · Robert Williams · Louis Maxson · Galen Spencer | Stany Zjednoczone · Charles Woodruff · William Clark · Charles Hubbard · Samuel Duvall | Stany Zjednoczone · George Bryant · Wallace Bryant · Cyrus Edwin Dallin · Henry B. Richardson |
| Double National Round kobiet (szczegóły)   | Matilda Howell                                                                        | Emma Cooke                                                                             | Eliza Pollock                                                                                 |
| Double Columbia Round kobiet (szczegóły)   | Matilda Howell                                                                        | Emma Cooke                                                                             | Eliza Pollock                                                                                 |
| Drużynowo kobiety (szczegóły)              | Stany Zjednoczone · Matilda Howell · Eliza Pollock · Emily Woodruff · Leonie Taylor   | Nie przyznano                                                                          | Nie przyznano                                                                                 |

## Tabela medalowa zawodów
| Poz. | Państwo           | złoto | srebro | brąz |    |
| ---- | ----------------- | ----- | ------ | ---- | -- |
| 1    | Stany Zjednoczone | 6     | 5      | 5    | 16 |